# Helmut Schmitzberger
Helmut Schmitzberger (* 29. Juli 1950 in Wien, Österreich) ist ein österreichischer Komponist, Dirigent und Musiker. 
In seiner frühen Jugend erlernte er Akkordeon und das Flügelhorn zu spielen. In das Musikkorps der Gardemusik Wien trat er 1970, zunächst als Flügelhornist, später auch als Trompeter und Hornist, ein. Während seiner Militärmusikerzeit studierte er am Konservatorium Wien bei M. Müller Ensemble-Leitung und schloss das Studium mit Erfolg ab. Mit anderen Musikern aus dem Musikkorps gründete er das Blasmusikensemble Bohemia, mit dem er große Erfolge erreichte. Reisen nach Deutschland, Frankreich, durch Tschechien und natürlich innerhalb Österreichs folgten. Nach seiner Militärmusikerzeit trat er der Postmusik in Wien bei.
Schmitzberger hat eine große Anzahl Werke für das Genre der sogenannten Böhmischen Blasmusik geschrieben.